# Iota Tucanae
Iota Tucanae (76 Tucanae) é uma estrela na direção da constelação de Tucana. Possui uma ascensão reta de 01h 07m 18.57s e uma declinação de −61° 46′ 30.9″. Sua magnitude aparente é igual a 5.36. Considerando sua distância de 279 anos-luz em relação à Terra, sua magnitude absoluta é igual a 0.70. Pertence à classe espectral G5III.